# Slobozia
Slobozia là một đô thị thuộc hạt Ialomița, România. Dân số thời điểm năm 2002 là 52677 người.